# Arsenius Poustevník
Arsenius Poustevník (též Arsenius Veliký, asi 354 – 445 nebo 449) byl jáhen římské církevní obce a později poustevník. Katolickou církví je uctíván jako světec.

## Život
Informace o Arseniově životě jsou čerpány ze dvou pramenů: spisu Apofthegmata Patrum a spisu Historia Lusaica. Pocházel z římské senátorské rodiny. V době vlády císaře Theodosia I. jej papež svatý Damas I. vysvětil na jáhna. Kolem roku 385 se uchýlil na horu Scete v Egyptě a začal zde žít kontemplativním životem jako poustevník. V roce 411 odešel před nebezpečím (v kraji řádily loupeživé tlupy) do Alexandrie a později do Troe u Memfis. Zemřel na pobřeží Rudého moře ve věku asi 90 let.
Jeho liturgická památka je slavena 8. května. Starší martyrologia jeho památku uvádějí u data 17. července.